# آدام خودویان
آدام گغامی خودویان (ارمنی: Ադամ Գեղամի Խուդոյան؛ ۲۱ فوریهٔ ۱۹۲۱ – ۱ آوریل ۲۰۰۰) آهنگساز اهل ارمنستان بود.

## زندگی‌نامه
وی در ۲۱ فوریهٔ ۱۹۲۱ در ایروان به دنیا آمد و در سال ۱۹۴۵ از کنسرواتوار دولتی کومیتاس ایروان فارغ‌التحصیل شده‌است. وی در ۱ آوریل ۲۰۰۰ در سن ۷۹ سالگی در ایروان درگذشت.